# Моторизованная штурмовая инженерно-сапёрная бригада
Моторизованная штурмовая инженерно-сапёрная бригада — в Красной Армии форма организации инженерных войск Резерва Верховного Главнокомандования, существовавшая во время Великой Отечественной войны. В военной литературе и боевых документах для обозначения бригады применяется сокращение мшисбр.
В состав каждой бригады входили:
- управление бригады — 36 человек (штат № 012/196);
- рота управления — 90 человек (штат № 012/197);
- моторизованная инженерно-разведывательная рота численностью 62 человека (штат № 012/198),
- 5 моторизованных штурмовых инженерно-сапёрных батальонов по 314 человек (штат № 012/199);
- легкопереправочный парк — 36 человек (штат № 012/90);
- медико-санитарный взвод — 16 человек (штат № 012/152);

Общая численность бригады составляла 1810 человек.
В июне 1944 года в состав всех бригад был включён батальон ранцевых огнемётов численностью 390 человек (штат № 012/195), а в июне 1944 года — моторизованная инженерно-разведывательная рота численностью 62 человека (штат № 012/198). В состав пяти бригад было включено по инженерно-танковому полку численностью 279 человек, 22 танка Т-34 и 18 минных тралов ПТ-3 (штат № 010/472) и огнемётно-танковому полку численностью 233 человека, 18 танковых огнемётов ОТ-34 и 3 танка Т-34 (штат № 010/463).
Всего за время войны были сформированы шесть бригад данного типа:
- 2-я гвардейская моторизованная штурмовая инженерно-сапёрная бригада
- 7-я моторизованная штурмовая инженерно-сапёрная бригада
- 20-я моторизованная штурмовая инженерно-сапёрная бригада
- 21-я моторизованная штурмовая инженерно-сапёрная бригада
- 22-я гвардейская моторизованная штурмовая инженерно-сапёрная бригада
- 23-я моторизованная штурмовая инженерно-сапёрная бригада

После окончания войны все бригады были расформированы или переформированы в бригады других типов.